# Yoshinori Osumi
Yoshinori Osumi (Japans: 大隅 良典, Ōsumi Yoshinori) (Fukuoka, 9 februari 1945) is een Japans celbioloog. Hij kreeg in 2016 de Nobelprijs voor de Fysiologie of Geneeskunde voor baanbrekend onderzoek naar autofagie. In 2017 ontving hij de Breakthrough Prize in Life Sciences.

## Biografie
Osumi werd geboren in 1945 als zoon van een hoogleraar techniek aan de Kyushu-universiteit. Hij ontving een B.Sci in 1967 en een D.Sci in 1974, beide van de Universiteit van Tokio. Van 1974 tot 1977 was hij postdoc onder Gerald Edelman aan de Rockefeller-universiteit in New York.
In 1977 keerde hij terug naar de Universiteit van Tokio als onderzoeker. Hij werd benoemd tot lecturer in 1986 en universitair hoofddocent in 1988. In 1996 stapte hij over naar het National Institute for Basic Biology in Okazaki, waar hij hoogleraar werd. Van 2004 tot 2009 was hij tevens hoogleraar aan de Graduate University for Advanced Studies in Hayama.
In 2009 stapte hij over naar een drie-weg benoeming als Emeritus Professor aan het National Institute for Basic Biology en de Graduate University for Advanced Studies alsmede een hoogleraarschap aan het Advanced Research Organization, Integrated Research Institute van de Technische Hogeschool van Tokio. Bij deze laatste instelling is hij, ondanks zijn gepensioneerde leeftijd, nog steeds actief als hoofd van de onderzoeksgroep celbiologie.

## Werk
Eind jaren tachtig/begin jaren negentig begon Osumi onderzoek te doen naar autofagie (of zelf-vertering), een proces waarin cellen zichzelf vernieuwen door een gedeelte op te eten. Reeds in de jaren zestig had de Belgische celbioloog Christian de Duve ontdekt dat lysosomen betrokken zijn bij het afbreken en recyclenen van celdelen die overbodig of beschadigd zijn. Ook ongewenste indringers als virussen en bacteriën worden via autofagie opgeruimd.
Met behulp van gistcellen ontdekte Osumi in 1992 als eerste het bestaan aan van autofagosomen, speciale transportblaasjes (vacuolen) in de cel die afgedankte eiwitten inpakken en wegbrengen naar het lysosoom. In vervolgexperimenten ontrafelde Osumi's team welke genen dit proces aansturen en welke onderdelen van de cel gekozen worden om opgeruimd te worden. Tevens liet Osumi zien dat ook menselijke cellen gebruik maken van dit principe. Een belangrijke ontdekking hierbij was dat dit proces continu plaatsvindt en niet alleen in bepaalde situaties.
De ontdekkingen van Osumi gaf daarom niet alleen antwoord op de vraag hoe lichaamscellen hun eigen bouwstoffen hergebruiken maar het opent mogelijk ook de weg naar de ontwikkeling van nieuwe medicijnen. Mutaties in de genen die verantwoordelijk zijn voor autofagie kunnen aandoeningen veroorzaken als spierdystrofie, kanker en neurologische ziekten als de ziekte van Parkinson.
- CiNii: DA04729130
- Gemeinsame Normdatei: 1089644000
- International Standard Name Identifier: 0000 0003 7593 330X
- Library of Congress Control Number: n2008083589
- Bibliotheek van het Japanse parlement: 00204204
- ORCID: 0000-0003-2384-2166
- ResearcherID: C-6449-2009
- Virtual International Authority File: 252902927
- WorldCat: E39PBJkT94GKTDCp7MHHVy9v73

1901: Behring · 
1902: Ross · 
1903: Finsen · 
1904: Pavlov · 
1905: Koch · 
1906: Golgi, Ramón y Cajal · 
1907: Laveran · 
1908: Mechnikov, Ehrlich · 
1909: Kocher · 
1910: Kossel · 
1911: Gullstrand · 
1912: Carrel · 
1913: Richet ·
1914: Bárány · 
1919: Bordet · 
1920: Krogh · 
1922: Hill, Meyerhof · 
1923: Banting, Macleod · 
1924: Einthoven ·
1926: Fibiger · 
1927: Wagner-Jauregg · 
1928: Nicolle · 
1929: Eijkman, Hopkins · 
1930: Landsteiner · 
1931: Warburg · 
1932: Sherrington, Adrian · 
1933: Morgan · 
1934: Whipple, Minot, Murphy · 
1935: Spemann · 
1936: Dale, Loewi · 
1937: Szent-Györgyi · 
1938: Heymans · 
1939: Domagk · 
1943: Dam, Doisy · 
1944: Erlanger, Gasser · 
1945: Fleming, Chain, Florey · 
1946: Muller · 
1947: C. Cori, G. Cori, Houssay · 
1948: Müller · 
1949: Hess, Moniz · 
1950: Kendall, Reichstein, Hench · 
1951: Theiler · 
1952: Waksman · 
1953: Krebs,Lipmann ·
1954: Enders, Weller, Robbins · 
1955: Theorell · 
1956: Cournand, Forssmann, Richards · 
1957: Bovet · 
1958: Beadle, Tatum, Lederberg · 
1959: Ochoa, Kornberg · 
1960: Burnet, Medawar · 
1961: Békésy · 
1962: Crick, Watson, Wilkins · 
1963: Eccles, Hodgkin, Huxley · 
1964: Bloch, Lynen · 
1965: Jacob, Lwoff, Monod · 
1966: Rous, Huggins · 
1967: Granit, Hartline, Wald · 
1968: Holley, Khorana, Nirenberg · 
1969: Delbrück, Hershey, Luria · 
1970: Katz, Euler, Axelrod · 
1971: Sutherland · 
1972: Edelman, Porter · 
1973: Frisch, Lorenz, Tinbergen · 
1974: Claude, De Duve, Palade · 
1975: Baltimore, Dulbecco, Temin ·
1976: Blumberg, Gajdusek · 
1977: Guillemin, Schally, Yalow · 
1978: Arber, Nathans, Smith · 
1979: Cormack, Hounsfield · 
1980: Benacerraf, Dausset, Snell · 
1981: Sperry, Hubel, Wiesel · 
1982: Bergström, Samuelsson, Vane · 
1983: McClintock · 
1984: Jerne, Köhler, Milstein · 
1985: Brown, Goldstein · 
1986: Cohen, Levi-Montalcini · 
1987: Tonegawa · 
1988: Black, Elion, Hitchings · 
1989: Bishop, Varmus · 
1990: Murray, Thomas · 
1991: Neher, Sakmann · 
1992: Fischer, Krebs · 
1993: Roberts, Sharp · 
1994: Gilman, Rodbell · 
1995: Lewis, Nüsslein-Volhard, Wieschaus · 
1996: Doherty, Zinkernagel · 
1997: Prusiner · 
1998: Furchgott, Ignarro, Murad · 
1999: Blobel · 
2000: Carlsson, Greengard, Kandel ·
2001: Hartwell, Hunt, Nurse · 
2002: Brenner, Horvitz, Sulston · 
2003: Lauterbur, Mansfield · 
2004: Axel, Buck · 
2005: Marshall, Warren ·
2006: Fire, Mello ·
2007: Capecchi, Smithies, Evans ·
2008: Zur Hausen, Barré–Sinoussi, Montagnier ·
2009: Blackburn, Greider, Szostak ·
2010: Edwards ·
2011: Beutler, Hoffmann, Steinman ·
2012: Gurdon, Yamanaka ·
2013: Rothman, Schekman, Südhof ·
2014: O'Keefe, Moser, Moser ·
2015: Campbell, Omura, Tu ·
2016: Osumi ·
2017: Hall, Rosbash, Young ·
2018: Allison, Honjo ·
2019: Kaelin, Ratcliffe, Semenza ·
2020: Alter, Houghton, Rice ·
2021: Julius, Patapoutian ·
2022: Pääbo ·
2023: Karikó, Weissman ·
2024: Ambros, Ruvkun